# Brasão de armas da Ilha de Tristão da Cunha
O brasão de armas da Ilha de Tristão da Cunha foi concedido em 2002. Antes dessa data, como dependência de Santa Helena (território), a Ilha de Tristão da Cunha usava o brasão de armas de Santa Helena.
As Armas consistem de um escudo, constituído por quatro albatrozes numa imagem azul e branca contra-carregada. Os dois suportes são lagostas Jasus tristani, as quais podem ser encontradas nas águas circundantes à ilha. No elmo, figura uma coroa naval e uma chalupa da Ilha de Tristão da Cunha.
O lema escrito em letras azuis em um listel branco é, em inglês "OUR FAITH IS OUR STRENGHTH", que quer dizer "A nossa fé é a nossa força.
As Armas fazem parte da bandeira da Ilha de Tristão da Cunha, e na Bandeira da União carregada do Administrador da Ilha de Tristão da Cunha.